# 巴列伊
巴列伊（俄语：Балей）是俄罗斯外贝加尔边疆区的一座城市。位于赤塔以东350公里处。人口14,000人（2005年估计）；14,797（2002年人口普查）。巴列伊于1938年升格为城镇并改为现名。市内有巴列伊机场。